# Brassocattleya rubyi
Brassocattleya rubyi är en orkidéart som beskrevs av Pedro Ivo Soares Braga. Brassocattleya rubyi ingår i släktet Brassocattleya och familjen orkidéer. Inga underarter finns listade i Catalogue of Life.